# Hilary Putnam
Hilary Whitehall Putnam (født 31. juli 1926 i Chicago, Illinois, død 13. marts 2016) var en amerikansk filosof og matematiker med mange indflydelsesrige udgivelser i sprogfilosofi, logik, videnskabsfilosofi, epistemologi og bevidsthedsfilosofi. Han var særligt kendt som fortaler for logisk positivisme og en funktionalistisk bevidsthedsteori, selvom han senere forkastede begge holdninger og blev fortaler for en moderat form for videnskabelig realisme.